# Browary Warmińsko-Mazurskie Jurand
Browary Warmińsko-Mazurskie Jurand (niem. Waldschlößchen Brauerei) – browar, który znajdował się w Olsztynie na Zatorzu przy al. Wojska Polskiego. Zlikwidowany w 2007 roku.

## Historia
Browar uruchomiono w 1878 roku. Pierwotnie należał do spółki Bayrisch-Bier-Brauerei F. Matern & Comp. W 1881 roku dokonano pierwszej większej rozbudowy zakładu. W 1886 roku browar przyjął nazwę Waldschlößchen Brauerei. W tym też czasie został gruntownie zmodernizowany. W 1930 roku stał się własnością znanych pruskich browarników, braci Friedricha i Adolfa Daumów.
W 1945 roku zakład został zniszczony przez Armię Czerwoną. Po II wojnie światowej, w latach 1945–1950 został odbudowany i znacjonalizowany. Produkcję pod zarządem państwowym wznowił w 1963 roku.
W 1992 roku olsztyński browar wraz z filiami w Szczytnie i Biskupcu został sprywatyzowany. W 1997 roku jako majątek spółki Browary Warmińsko-Mazurskie Jurand Sp. z o.o. stał się własnością niemieckiego koncernu branży spożywczej Drinks & Food. W latach 1997–2000 przeprowadzono gruntowną modernizację browaru. Od 2004 roku rozpoczęto eksport piwa do Niemiec, Stanów Zjednoczonych Ameryki i Rosji.
Przez wiele lat przy bramie browaru znajdował się popularny wśród piwoszy z całej Polski sklep firmowy Jurandowe Źródełko.
Browar został zamknięty w 2007 roku. Powodem zakończenia produkcji były kłopoty firmy Browary Warmińsko-Mazurskie Jurand Sp. z o.o. z Izbą Celną. Po bankructwie spółki zakład został sprzedany firmie deweloperskiej. Prawa do marek piwa: Faustus, Heban i Koźlak zakupiła firma Barlan Beverages Group Sp.z o.o.
W 2008 roku rozebrano część zabudowań browaru. Wyburzenia uniknęły jedynie budynek administracyjny, suszarnia słodu i warzelnia, gdyż zostały wpisane do rejestru zabytków. Na placu pozakładowym wybudowane zostało niewielkie osiedle mieszkaniowe Browary Park.

## Marki piwa
Bock
- Koźlak

Dark lager
- Dublin
- Heban

Lager
- Harteker
- Jurand Mocne
- Jurand Premium
- Rejs Jasne Pełne
- Rejs Mocne
- Top Jasne Pełne
- Top Mocne

Piwo aromatyzowane
- DriBeer Malina
- DriBeer Lemon
- Zingi

## Nagrody i wyróżnienia
- 2003 Dublin – Srebrny Medal na Europejskim Festiwalu Piwa w Norymberdze
- 2003 Jurand Mocne – I miejsce w konkursie Konsumencka Ocena Jakości Chmielaki Krasnostawskie 2003
- 2003 Jurand Mocne – I miejsce w konkursie piw mocnych podczas XI Spotkań Browarników w Rzeszowie
- 2003 Jurand Premium – Top Warmii i Mazur
- 2004 Jurand Mocne – II miejsce w konkursie piw mocnych podczas XII Spotkań Browarników w Płocku
- 2004 Jurand Premium – III miejsce w konkursie piw jasnych pełnych podczas XII Spotkań Browarników w Płocku
- 2004 Koźlak – wyróżnienie specjalne w konkursie Konsumencka Ocena Jakości Chmielaki Krasnostawskie 2004
- 2004 Koźlak – III miejsce w konkursie piw porterowych podczas XII Spotkań Browarników w Płocku